# Jaderná elektrárna El-Dabaa
Jaderná elektrárna El-Dabaa (arabsky محطة الضبعة النووية‎) je jaderná elektrárna ve výstavbě v Egyptě. Je budována poblíž města El-Dabaa, v guvernorátu Matrúh na pobřeží Středozemního moře zhruba 300 kilometrů severozápadně od Káhiry. Tato elektrárna se stala zvláště známou v Egyptě kvůli protestům místních obyvatel kvůli sporům o získání pozemků pro jadernou elektrárnu.

## Historie a technické informace

### Počátky
Historie projektu sahá až do roku 1978, kdy byly kromě jaderné elektrárny Sidi Kreir zvoleny další dvě lokality pro nové jaderné elektrárny. Jednalo se o El-Dabaa a Zafrarana. Přípravné práce v El-Dabaa začaly v roce 1978. Samotný areál je dostatečně velký, aby bylo možné postavit až čtyři reaktory. Na rozdíl od Sidi Kreir zde možným dodavatelem mohla být Francie se dvěma reaktory o výkonu 900 MW. V Sidi Kreir se mezi obyvateli a politiky zvedl odpor kvůli nejisté situaci zemětřesení a obavám z dopadů na životní prostředí a cestovní ruch. V důsledku toho existovala možnost přesunu projektu ze Sidi Kreir do El-Dabaa, což bylo realizováno v roce 1981 a projekt byl ze Sidi Kreir přesunut do El-Dabaa. Výběrové řízení však bylo zrušeno a odloženo až do roku 1984, protože Egypťané potřebovali více času na prostudování nabídek. Přihlásili se Kraftwerk Union AG (KWU), Framatome a Westinghouse. Peníze na financování projektu byly převzaty z příjmů z vývozu ropy a investovány do fondu jaderné elektrárny. Aby byl projekt atraktivní pro dodavatele reaktorů, byla nabídnuta možná následná objednávka na dalších šest reaktorů v Egyptě. Westinghouse by zajistil financování díla od vlády USA. Samotný projekt měl hodnotu 2,4 miliardy amerických dolarů. Egypt oznámil rozhodnutí o výběrovém řízení v roce 1985. V té době uniklo jen to, že Kraftwerk Union AG měl pro projekt největší šanci, protože model reaktoru byl nejpokročilejší ze všech nabízených konstrukcí. Na druhém místě skončil Westinghouse a nejhorší nabídka přišla z Francie. Nabídka Kraftwerk Union zahrnovala nejen výstavbu závodu, ale i dlouhodobou údržbu a dodávku paliva.
Německá spolková vláda nabídla společnosti Kraftwerk Union státní záruku. Z celkové hodnoty zakázky v hodnotě 3,5 miliardy německých marek by dvě miliardy byly přiděleny jen německým společnostem, 900 milionů evropským společnostem a 600 milionů egyptským dodavatelům. V roce 1986 byli všichni uchazeči o zakázku znovu požádáni, aby zlepšili své nabídky, což byla krátkodobá reakce na černobylskou katastrofu. Konečné rozhodnutí se však dále odkládalo. Dne 26. prosince 1986 egyptská vláda znovu požádala uchazeče, aby zachovali své nabídky po dobu dalších šesti měsíců do 25. června 1987. Westinghouse změnil svou nabídku a nyní spolupracoval s Mitsubushi. Framatome odstoupil od projektu. V témže roce vláda oznámila, že elektrárna se v příštích letech stavět nebude.
O obnovení projektu se hovořilo až v roce 1992. Podle posledního pětiletého vládního plánu první práce měly začít v letech 1994 až 1995. Šlo o čtvrtý projekt jaderné elektrárny v Egyptě, o který se někdo pokusil. V roce 1994 bylo oznámeno, že se uvažuje o výstavbě tlakovodních těžkovodních reaktorů v El Dabaa; Voda pro výrobu těžké vody měla být odebírána z jezera Nasser. Zde však zazněla silná kritika. Spolupráce na těžkovodních reaktorech probíhala společně s Argentinou, která přispěla svými znalostmi prostřednictvím německé společnosti Kraftwerk Union a vyvinula vlastní řadu těžkovodních reaktorů. V listopadu 1997 byl v Káhiře uveden do provozu výzkumný reaktor ETRR-2, který postavila také Argentina.
Teprve v roce 2006 se plány znovu upřesnily poté, co bylo rozhodnuto o výstavbě dvou 1000 MW reaktorů, které měly zahájit provoz v letech 2018 až 2025. Do května 2008 obdržel Egypt sedm nabídek. V témže roce země podepsala smlouvu o spolupráci s Ruskem a v souladu s výběrovým řízením na El-Dabaa smlouvu s americkou strojírenskou společností Bechtel, která byla pověřena výběrem vhodného projektu reaktoru. V květnu 2009 byl Bechtel nahrazen australskou strojírenskou firmou WorleyParsons. V roce 2010 prezident Muhammad Husní Mubarak potvrdil El-Dabaa jako místo pro první jadernou elektrárnu v zemi. Ke konci ledna 2011 bylo vypsáno mezinárodní výběrové řízení na dílo, ve kterém svůj zájem oznámilo Rusko, Francie, Japonsko, USA a Čínská lidová republika. V návaznosti na arabské jaro a silnou vlnu protestů proti prezidentu Mubarakovi se projekt stal velmi nerealistickým, následovala katastrofa Fukušima-Dajiči v Japonsku. Zatím bylo specifikováno pouze to, že elektrárna bude zpočátku provozována s palivem z otevřeného palivového cyklu.
Dne 20. ledna 2012 nový premiér Kamal el-Ganzouri uznal projekt a řekl, že výstavba elektrárny by měla pokračovat. Krátce předtím se na místě ve stejném měsíci konalo protestní shromáždění s přibližně 500 účastníky. Začátkem roku 2013 by měl projekt získat souhlas parlamentu, který byl ten rok nově zvolen. V listopadu 2013 ministr elektřiny a energetiky Ahmad Eman oznámil, že kvůli nedostatku energie bude výběrové řízení na elektrárnu postoupeno v lednu 2014. Výběrové řízení by mělo být otevřené a rozhodnuto na základě nejlepší nabídky. Ministr odmítl spekulace, že by se tendr mohl zpozdit kvůli politické nestabilitě nebo absenci zvoleného parlamentu. Na rozdíl od předchozích je plánováno dokončení elektrárny do roku 2020 s celkovým výkonem 5000 MW. Celkem se očekávají nabídky od 30 společností, přičemž dříve se o projekt mohlo ucházet pouze deset společností z Ruska, Čínské lidové republiky, Japonska, Jižní Koreje, USA a Francie. Bylo však uvedeno, že by chtěli mít tlakovodní reaktor na základě již provedených studií o konečném uložení odpadu z budoucích egyptských jaderných elektráren.
Nový prezident Abd al-Fattáh as-Sísí, který složil přísahu 8. června 2014, proto vypracoval schéma v čele s výstavbou první jaderné elektrárny jako nejdůležitějšího infrastrukturního projektu. Důvodem je, že žádná jiná země na Blízkém východě nezaznamenala v posledních letech větší nárůst poptávky po energii než Egypt. Špičkové zatížení se během půl dekády téměř zdvojnásobilo. Jen v příštích sedmi letech mělo podle odhadů být potřeba kolem 30 gigawattů nové výrobní kapacity.
Během návštěvy ruského prezidenta Vladimira Putina spolu s delegací, která zahrnovala generálního ředitele Rosatomu Sergeje Kirijenka, v únoru 2015 Kirijenko podepsal memorandum o porozumění s egyptským ministrem energetiky Mohamedem Shakerem o vývoji a výstavbě jaderné elektrárny v Egyptě ve snaze posílit jadernou spolupráci mezi oběma státy. Rámcová smlouva počítá s výstavbou jaderné elektrárny se čtyřmi bloky ve dvou stavebních etapách, přičemž každá etapa výstavby má zahrnovat dva bloky o výkonu 1200 MW. Odpadní teplo z elektrárny bude také využito pro zásobování zařízení na odsolování mořské vody. Dne 19. listopadu 2015 podepsala egyptská delegace vedená ministrem energetiky Mohammedem Shakerem a ruská delegace vedená Sergejem Kirijenkem, generálním ředitelem státní holdingové společnosti Rosatom, za přítomnosti egyptského prezidenta Abd al-Fattáh as-Sísí v prezidentském paláci v Káhiře smlouvu na výstavbu jaderné elektrárny se čtyřmi bloky typu VVER-1200. Stavební povolení bylo přiděleno v červenci 2021.

### Výstavba
Výstavba prvního bloku byla oficiálně zahájena dne 20. července 2022, kdy byl do základů nalit první beton. Jedná se o tlakovodní čtyřsmyčkový reaktor VVER-1200/529 o hrubém výkonu 1200 MW a čistém, který je odesílán do sítě, 1100 MW.
Druhý blok se začal stavět 19. listopadu 2022. Parametry a výkon zůstaly stejné. Třetí blok zahájil výstavbu 3. května 2023. Dne 23. ledna 2024 byl zalit první beton na 4. bloku jaderné elektrárny po obdržení povolení od tamějšího jaderného a radiologického úřadu ENRRA v srpnu předchozího roku.
Tyto reaktory spadají do generace 3+ díky jejich obsáhlým prvkům pasivní i aktivní bezpečnosti, které tvoří většinu nákladů elektrárny.

### Uvedení do provozu
První z bloků by měl být připojen k síti v roce 2026.

## Informace o reaktorech
| Reaktor    | Typ reaktoru  | Výkon   | Výkon   | Zahájení výstavby | Připojení k síti | Uvedení do provozu | Uzavření |
| Reaktor    | Typ reaktoru  | Čistý   | Hrubý   | Zahájení výstavby | Připojení k síti | Uvedení do provozu | Uzavření |
| ---------- | ------------- | ------- | ------- | ----------------- | ---------------- | ------------------ | -------- |
| El-Dabaa-1 | VVER-1200/529 | 1100 MW | 1200 MW | 20. 7. 2022       | 2028             |                    |          |
| El-Dabaa-2 | VVER-1200/529 | 1100 MW | 1200 MW | 19. 11. 2022      | 2029             |                    |          |
| El-Dabaa-3 | VVER-1200/529 | 1100 MW | 1200 MW | 3. 5. 2023        |                  |                    |          |
| El-Dabaa-4 | VVER-1200/529 | 1100 MW | 1200 MW | 23. 1. 2024       |                  |                    |          |